# Ocnerostoma strobivorum
Ocnerostoma strobivorum is een vlinder uit de familie van de stippelmotten (Yponomeutidae). De wetenschappelijke naam van de soort werd in 1961 gepubliceerd door Freeman.